# Прокул (юрист)
Вижте пояснителната страница за други личности с името Прокул.
Семпроний Прокул (на латински: Sempronius Proculus) e известен юрист през средата на 1 век в Древен Рим, основател на него нареченото „Прокулско юристко училище“.
Прокул акцептира нововъведения Принципат и е много доверено лице на принцепсa.